# Ferrovia della Val Gardena
La ferrovia della Val Gardena (in tedesco Grödnerbahn, in gardenese Ferata de Gherdëina) era una linea ferroviaria a scartamento ridotto bosniaco che collegava i comuni di Chiusa e Selva di Val Gardena (località Plan), attraversando la Val Gardena.
Costruita dall'esercito imperiale austriaco durante la prima guerra mondiale come via di comunicazione ad uso strettamente militare da e per il fronte, nel primo dopoguerra, a seguito del passaggio dell'Alto Adige all'Italia, venne convertita al servizio viaggiatori e merci, restando in attività fino al 1960.

## Storia

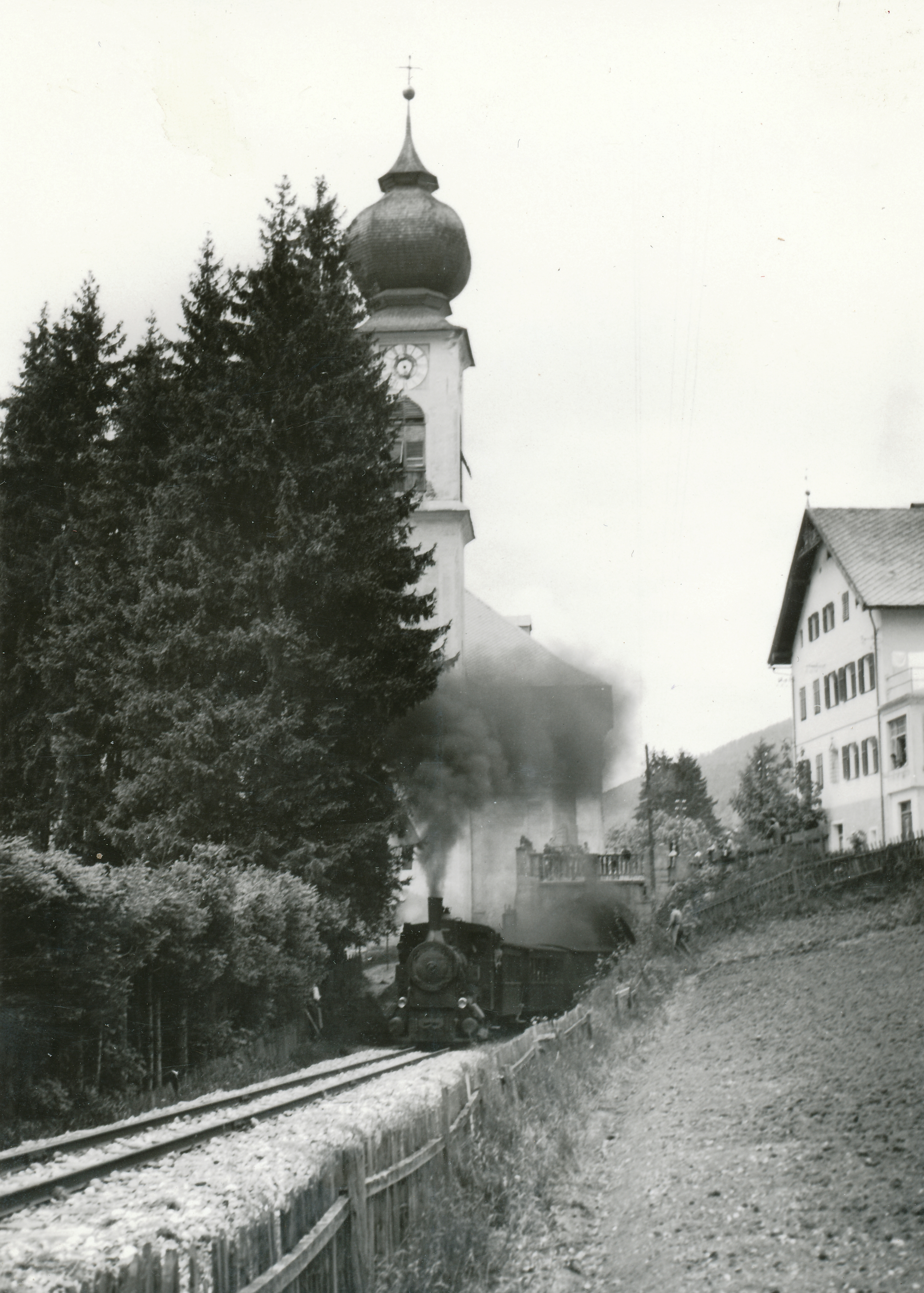
28 maggio 1960: l'ultimo treno per Plan all'uscita della galleria Sant'Ulrico

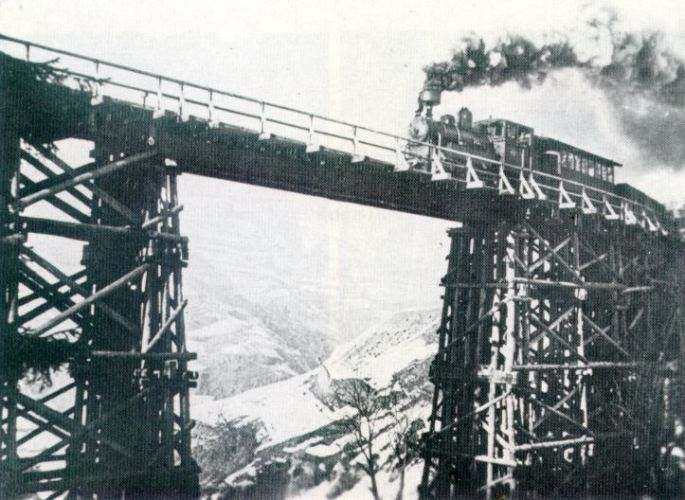
Treno sul viadotto Marzan, ancora costruito in legno

Un primo progetto per una strada ferrata a scartamento metrico che collegasse Chiusa con la val Gardena a servizio del nascente traffico turistico fu presentato nel 1906, prevedendo il parziale riutilizzo a tale scopo dell'originario sentiero di collegamento denominato Heidensteig. Nei dibattiti dell'epoca si trattava di un programma ambizioso, che avrebbe in prospettiva condotto a una linea prolungata ulteriormente verso est fino a raggiungere Cortina d'Ampezzo ma che non ebbe seguito.
Lo scoppio della prima guerra mondiale fornì l'occasione per costruire la ferrovia: nata essenzialmente per esigenze belliche, la stessa venne realizzata dal genio ferroviario militare austriaco tra il 1915 e il 1916. Dati gli scopi e la necessità di realizzarla in tempi brevi, la costruzione avvenne con metodi sbrigativi e materiali economici (i ponti e viadotti vennero costruiti in legno e solo in seguito sostituiti da opere in muratura) utilizzando come manodopera anche prigionieri di guerra russi e serbi. La ferrovia fu attivata il 6 febbraio 1916, dopo cinque mesi di lavori, fatta salva la galleria di Santa Cristina, ancora in costruzione, che costrinse a costruire un insolito tracciato provvisorio nel cuore del centro abitato: i treni, una volta giunti presso la locale chiesa parrocchiale, dovevano fermarsi e ripartire in retromarcia. L'esercizio era curato dalle Ferrovie Regie Imperiali (KuK) e prevedeva dalle 20 alle 25 circolazioni giornaliere.
Nel 1918, al termine della guerra, col passaggio del territorio di appartenenza all'Italia, la linea venne affidata alla giurisdizione delle Ferrovie dello Stato per volere del generale Guglielmo Pecori Giraldi, governatore militare fino al luglio 1919; dopo alcuni lavori per adattare la linea al trasporto di persone e merci la linea fu riattivata il 5 febbraio 1919.
Sebbene la sede ferroviaria fosse già predisposta per lo scartamento metrico e l'elettrificazione, venne mantenuto lo scartamento ridotto da 760 mm. Alla fine degli anni 1910 la ferrovia aveva acquisito una certa rilevanza economica: il turismo nella zona dolomitica aveva ripreso vigore e cresceva la richiesta di prodotti di artigianato ligneo. La ferrovia permetteva ai turisti di raggiungere la valle direttamente da Chiusa, godendosi peraltro di un tragitto panoramico, e rivestiva anche un ruolo fondamentale per il trasporto di merci.
Nel 1921 lo straripamento del fiume Isarco portò all'allagamento del deposito di Chiusa, senza tuttavia recare significativi danni agli impianti.
L'orario di servizio in vigore dal 22 maggio 1937 prevedeva 4 coppie di treni misti (passeggeri e merci) giornalieri, con una coppia aggiuntiva nel periodo 1º luglio-15 settembre. Il primo treno partiva da Chiusa alle ore 6:05 del mattino e l'ultimo vi ritornava alle 21:02. Il treno impiegava in media 2 ore e 40 minuti a compiere il percorso. L'esistenza della ferrovia cominciò tuttavia ad essere minacciata: l'embargo all'Italia decretato dalla Società delle Nazioni indusse il Ministero delle comunicazioni, con proprio decreto n. 2756 del 13 febbraio 1940, a sopprimere la linea, che sopravvisse solo per l'energica opposizione degli operatori della zona.
Nel 1949 venne costituita la Società Ferroviaria Val Gardena, cui aderirono tutti i Comuni della zona, che redasse un progetto di ammodernamento ed elettrificazione, rimasto sulla carta a causa del mancato finanziamento da parte dello Stato.
Nel 1955 il trenino fu incluso nelle riprese cinematografiche per la realizzazione del film Il prigioniero della montagna (Flucht in die Dolomiten) (nel film si può notare la stazione di San Pietro) del regista ed attore Luis Trenker; ciò permise di documentare con immagini a colori e sonorizzate l'esistenza della tratta. Nel 1959 il treno fu di nuovo inquadrato nella scena finale del film Destinazione Sanremo di Domenico Paolella.
Nonostante il costante aumento di traffico turistico, la linea non fu oggetto di alcun intervento di sostanziale ammodernamento e potenziamento; il 28 maggio 1960, nonostante fosse già stato rinnovato l'armamento (ma non il materiale di trazione, che ancora praticamente quello d'eredità imperiale) il servizio venne interrotto e sostituito con corse di autobus.
La linea venne soppressa ufficialmente e disarmata due anni dopo.
Nel 1969 il tracciato dismesso, nella tratta Chiusa-Ortisei, venne reimpiegato per la costruzione di una nuova strada di accesso alla valle, in vista delle gare dei Campionati mondiali di sci alpino 1970. La sede ferroviaria della parte alta della valle è invece diventata un sentiero pedonale di collegamento tra i diversi paesi.
Non è stato dato seguito a nessuno dei progetti di ricostruzione e nessuna infrastruttura ferroviaria è stata conservata, fatti salvi i viadotti e le gallerie. Nel 2011 il Museum Ladin Ćiastel de Tor ha dedicato una mostra e un catalogo alla storia della ferrovia gardenese.
Il 15 dicembre 2000 il complesso dell'ex sedime ferroviario (ivi comprese le opere ingegneristiche residue) fu acquisito dalla Provincia autonoma di Bolzano.
Il 25 novembre 2017 la galleria di Santa Cristina, dopo alcuni lavori di adeguamento, venne riaperta al pubblico come percorso ciclopedonale: al suo interno sono stati allestiti alcuni pannelli esplicativi della storia della linea ferroviaria, mentre al portale occidentale (presso la chiesa parrocchiale) venne collocato un modellino in scala della vecchia stazione.

## Caratteristiche
La linea era a binario unico e a scartamento ridotto da 760 mm (detto anche scartamento bosniaco) con rotaie da 18 kg/metro. La pendenza massima risultava del 50 per mille, con raggi di curvatura minimi di 35 metri.

### Percorso
| Continuation backward |

| Station on track | Unknown route-map component "exKBHFa" |

| Straight track | Unknown route-map component "exhSTRae" |

| Straight track | Unknown route-map component "exTUNNEL1" |

| Straight track | Unknown route-map component "exhSTRae" |

| Unknown route-map component "CONTr+g" | Unknown route-map component "exSTR" |

|  | Unknown route-map component "exBHF" |

|  | Unknown route-map component "exTUNNEL1" |

|  | Unknown route-map component "exhSTRae" |

|  | Unknown route-map component "exTUNNEL1" |

|  | Unknown route-map component "exHST" |

|  | Unknown route-map component "exHST" |

|  | Unknown route-map component "exBHF" |

|  | Unknown route-map component "exTUNNEL1" |

|  | Unknown route-map component "exHST" |

|  | Unknown route-map component "exBHF" |

|  | Unknown route-map component "exTUNNEL1" |

|  | Unknown route-map component "exHST" |

|  | Unknown route-map component "exHST" |

|  | Unknown route-map component "exHST" |

|  | Unknown route-map component "exKBHFe" |

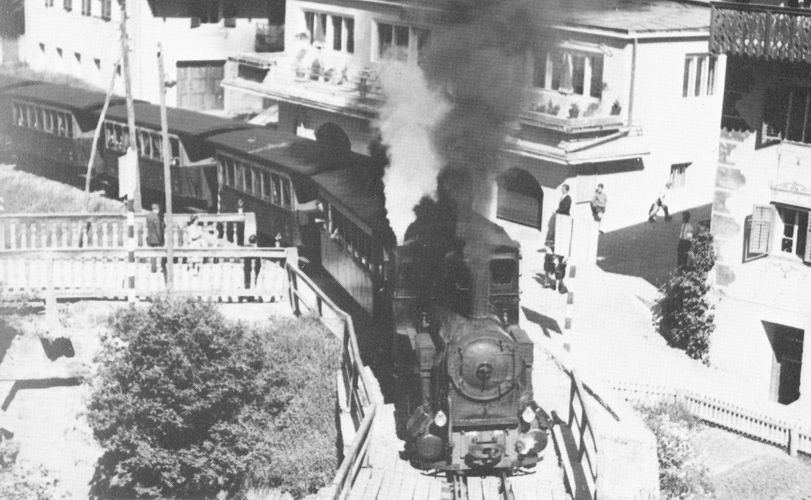
Treno all'entrata della galleria Sant'Ulrico ad Ortisei

La difficile orografia della Val Gardena e il grande dislivello da superare tra i due capolinea (dai 520 m s.l.m. di Chiusa si arrivava ai 1592 m di Plan, la stazione ferroviaria a maggior altitudine d'Italia) resero la costruzione della linea piuttosto complessa. Per evitare che i treni dovessero affrontare percorsi eccessivamente in pendenza, si realizzarono diverse gallerie, viadotti e percorsi dalla forma insolita.

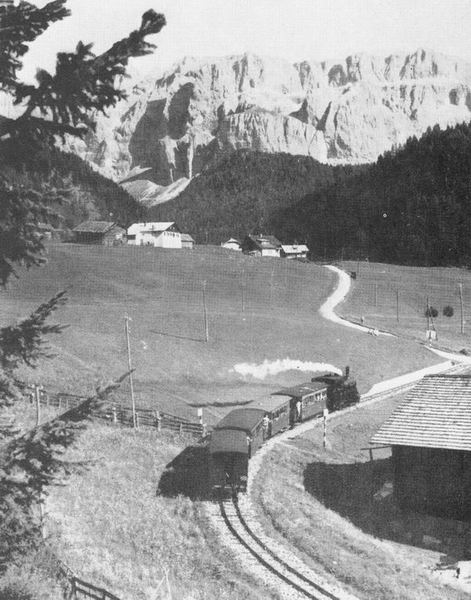
Treno in corsa nei pressi di Santa Cristina

Il capolinea di Chiusa, posto in adiacenza alla stazione presente sulla ferrovia del Brennero, sorgeva a una quota inferiore rispetto a quest'ultima; lasciata la stessa veniva impegnato un viadotto elicoidale a otto archi in calcestruzzo grazie al quale i convogli, oltrepassati il deposito e gli impianti di carico, potevano salire gradualmente di quota e inerpicarsi lungo il fianco sinistro della Valle Isarco fino a Novale.
Superata tale località il binario curvava a sinistra verso il viadotto e la galleria Kubachgraben, che costituivano tecnicamente la "porta d'accesso" alla Val Gardena. Veniva dunque impegnata la costante e lenta ascesa verso la gola di Pontives presso la quale si raggiungevano la statale di Val Gardena e il rio Gardena per giungere a Ortisei, capoluogo dell'area di lingua ladina, servita da una stazione dotata di tre binari passanti e due tronchi. Il sedime ferroviario si sviluppava lungo la vallata con un disegno tortuoso, descrivendo curve anche molto strette, come quella presso Santa Cristina, che ruotava di 250° andando a costituire un tipico percorso a due tornanti. Proprio a Santa Cristina venne realizzato un ampio piazzale per consentire il trasbordo su teleferica dei materiali bellici.
Il capolinea in località Plan disponeva di un fascio di tre binari destinati al servizio merci e al ricovero del materiale trainato nonché di una caratteristica rimessa locomotive in legno affiancata da un ulteriore binario di servizio.

## Materiale rotabile

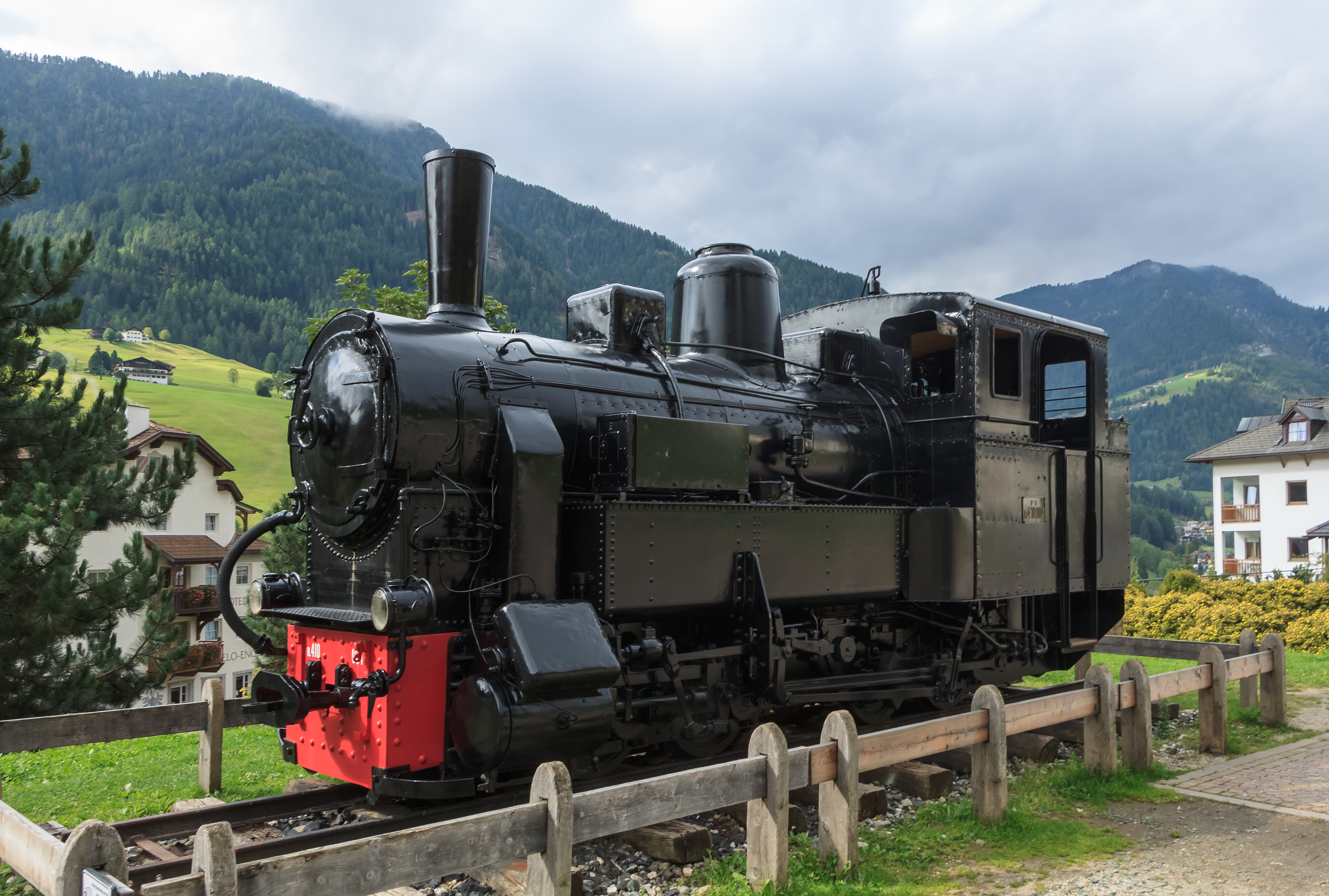
FS R.410.004 nel 2017

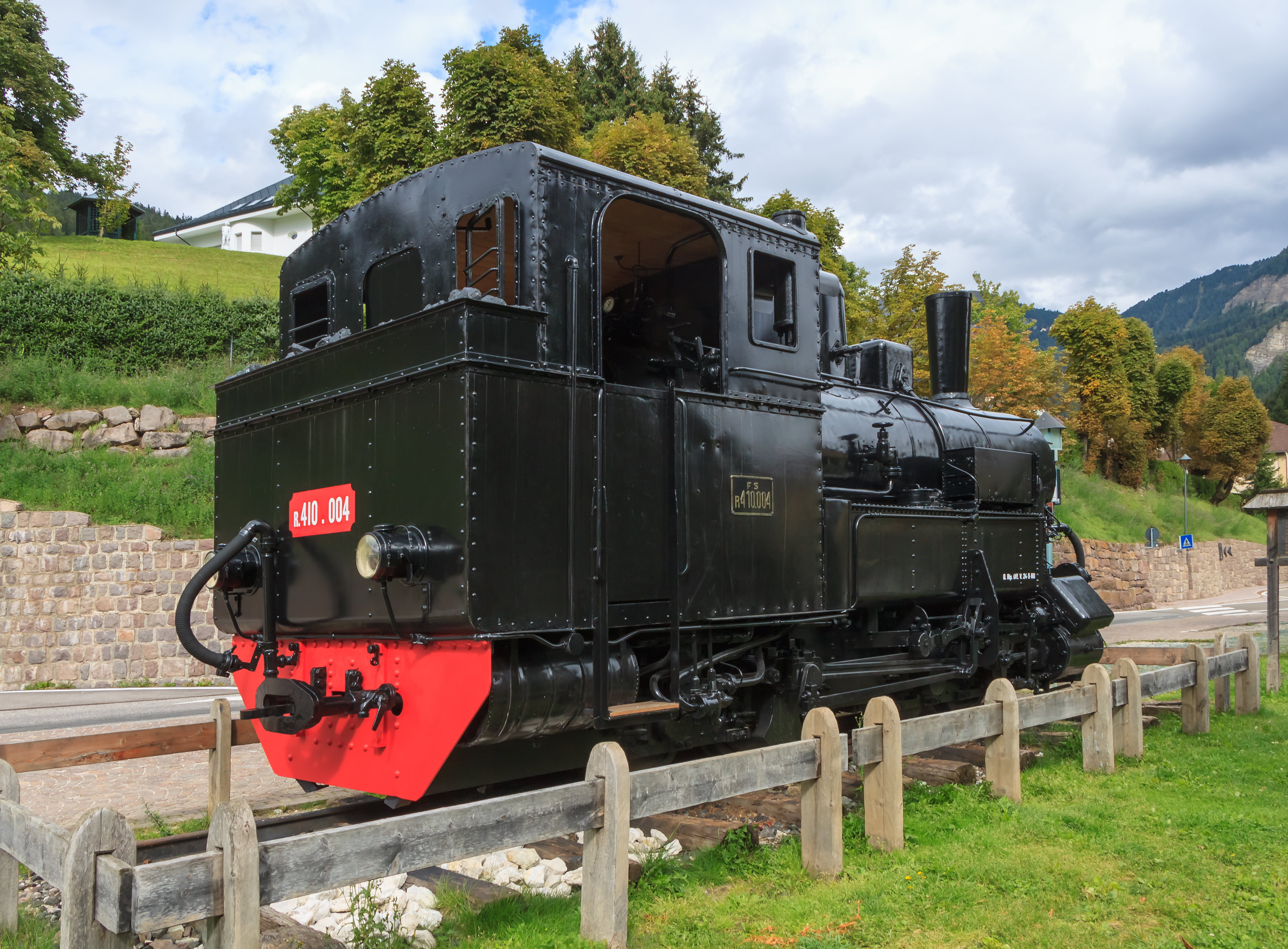
FS R.410.004 nel 2017

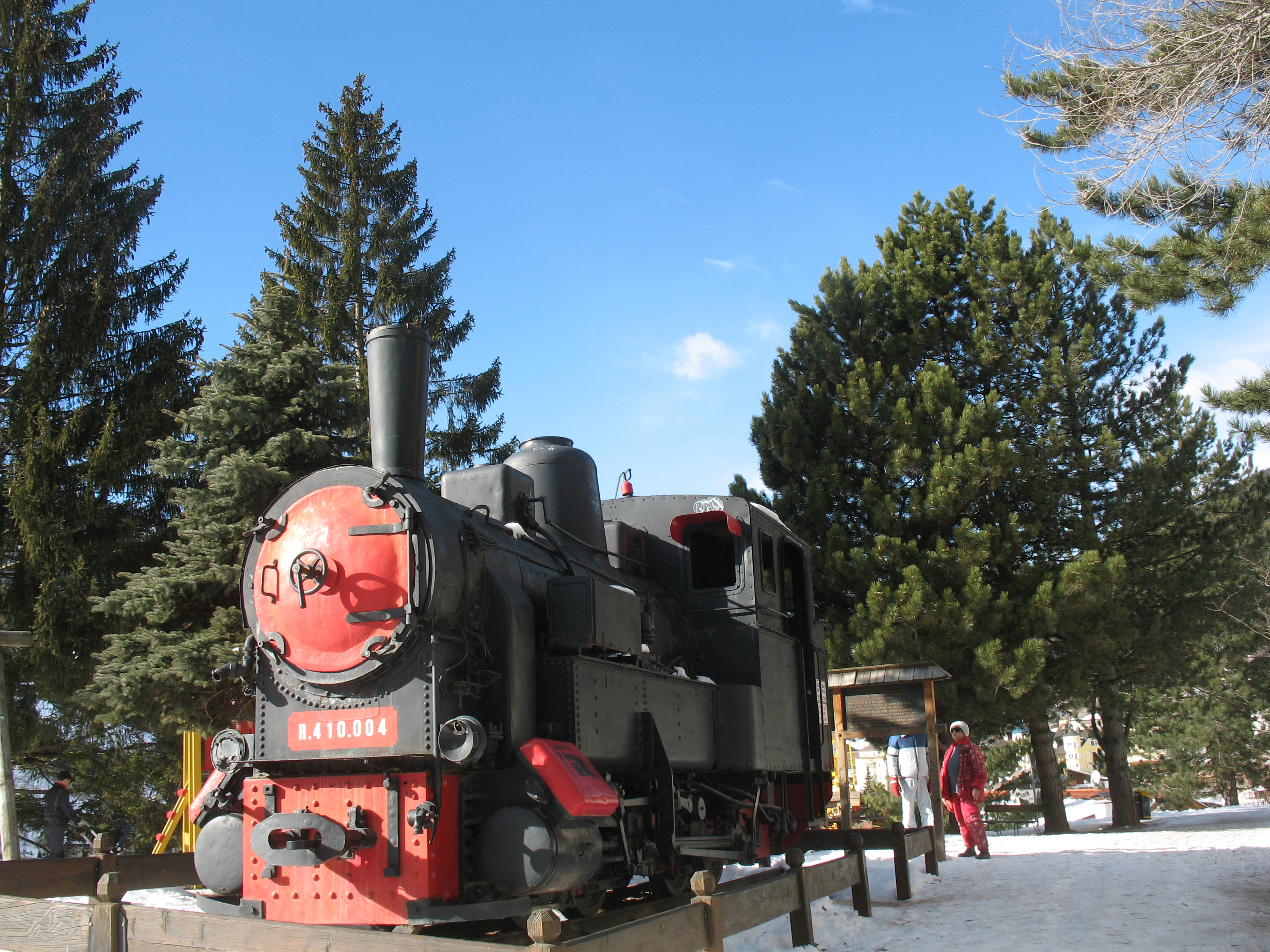
R.410.004 esposta come monumento

Sulla linea prestarono servizio in una prima fase una ventina di motrici eterogenee, provenienti da altre ferrovie a scartamento ridotto austriache; una di esse era la "tipo U" n. 3 della Ferrovia Mori-Arco-Riva (MAR). Fra le unità che mostrarono più adatte alle difficili caratteristiche della linea figuravano le locomotive a 3 assi tipo HB IIIa-c e quelle a 4 assi tipo HB IV di costruzione Orenstein & Koppel dotate di assi articolati sistema Klien-Lindner sulla base delle quali furono dunque ordinate le prime unità destinate all'esercizio regolare.
Furono dunque acquisite dalla KuK sette locomotive HB IVc di rodiggio D costruite dalla Krauss. Erano munite del freno continuo automatico a vuoto sistema Hardy di uso comune nelle ferrovie austro-ungariche. Nel 1916 le unità in servizio risultavano in totale dodici.
In totale le locomotive di origine austriaca e ungherese prese in carico della linea delle FS nel 1919 risultavano undici, fra cui le sette unità HB IVc che vennero immatricolate come gruppo R.410 e prestarono servizio sia in val Gardena che in val di Fiemme. Ad esse si aggiungevano la R 310.001 (già HB3051) a tre assi, la R 310.003 (già HB3103) anch'essa a 3 assi, la HB4053 a 4 assi poi ceduta alla MAR e un'ulteriore unità a due assi che non venne immatricolata.
L'ipotesi, prospettata nel secondo dopoguerra, di realizzare per la linea una versione a scartamento 760 mm delle automotrici RALn 60 già in servizio sulla rete secondaria siciliana non ebbe seguito.
Il materiale trainato era composto da 66 carri merci e, per il servizio viaggiatori, da 6 carrozze a due assi a terrazzini immatricolate AT 100-101 (di prima classe), CT 300-302 (di terza classe) e ACT 600 (mista) nonché dai 4 bagagliai DT 800-803. Nel tempo il parco mutò in numero e composizione dapprima con la ricostruzione effettuata a cura delle stesse FS di alcuni carri a carrelli da cui vennero ricavate 6 vetture di prima classe classificate Cz 400-406 e Cz 610-611 e due miste numerate ACz 610-611; nel 1936 giunsero a Chiusa numerosi rotabili provenienti dalla cessata ferrovia Trieste-Parenzo da cui vennero acquisite 14 carrozze, 2 bagagliai e una vettura postale. Sotto l'amministrazione FS i carri utilizzati per i treni cantiere recavano la tipica livrea grigio chiaro del servizio lavori.
A Ortisei, sulla passeggiata Luis Trenker, era esposta quale monumento la locomotiva R.410.004. Questa poi è stata trasferita vicino all'ospizio di Ortisei dove originariamente era presente la stazione ferroviaria di Ortisei. Per alcuni anni, fra il 1976 e il 2009, anche Chiusa ospitò una locomotiva monumento a scartamento ridotto a testimonianza della linea: si trattava della R 370 024 originaria della rete siciliana, in seguito trasferita con la medesima funzione presso l'Altopiano dei Sette Comuni.